# The Jetzons
The Jetzons war eine 1981 gegründete, US-amerikanische New Wave/Synthpop-Band aus Tempe, Arizona. Nachdem die Band in ihren aktiven Jahren nicht über lokale Bekanntheit hinauskam, entwickelte sich das Stück Hard Times, das 1994 von Keyboarder Brad Buxer für den Soundtrack des Videospiels Sonic the Hedgehog 3 wiederverwertet wurde, nach der späteren Veröffentlichung einer bereits 1983 aufgenommenen Demoversion in den 2010er-Jahren zum Internetphänomen.

## Geschichte
Die Gruppe entstand im Zuge der ausklingenden Punk-Szene in Tempe, Arizona. Bassist Damon Doiron und Gitarrist Bruce Connole hatten bereits in der Punkband Billy Clone & the Same zusammengearbeitet, die aufgrund der Heroinabhängigkeit und dem darauf folgenden Tode des Bandleaders Mike Corte aufgehört hatte zu existieren. Nach einem kurzen Intermezzo als Duo unter dem Namen Burning Flamingos wurden Schlagzeuger Steve Golladay und Keyboarder Brad Buxer verpflichtet und die Bandformation in The Jetzons umbenannt. Die neue Formation gab ihr erstes Konzert an Silvester 1981.
Nach umfangreicher Konzerttätigkeit in der Gegend um Tempe, auf denen die Band sowohl Eigenkompositionen als auch Coverversionen bekannter Songs spielte, zog die Band offiziell 1982 nach Los Angeles um. Dort wurde die EP Made in America aufgenommen und auf Pan American Records veröffentlicht. Die Arbeiten an der EP fanden unter anderem in Studios von Warner Bros. statt. Die Jetzons litten aber zunehmend unter der Heroinabhängigkeit von Bandleader Bruce Connole, wodurch weder zielstrebige musikalische Arbeit oder gar eine für Promotionszwecke unerlässliche Tournee möglich waren. Es gelang daher nicht, die günstige Gelegenheit für den Durchbruch mit einem Nachfolgealbum zu nutzen.
Im Juli 1983 gaben The Jetzons schließlich ihr finales Konzert in der Schaffensphase und stellten ihre Bandaktivitäten ein. Die beteiligten Musiker wandten sich daraufhin anderen Projekten zu, offiziell wurde die Band aber nie aufgelöst. Neujahr 1991 traf die Gruppe noch einmal zusammen und gab zwei Reunion-Konzerte. Es stellte sich aber kein dauerhaftes Comeback ein. Diese Auftritte waren die letzten öffentlichen Konzerte der Band. 2008 veröffentlichte das Independent-Label Fervor Records eine Best-Of-Compilation unter dem Titel The Complete Jetzons als digitaler Download. Enthalten waren sowohl das Material von Made In America als auch Demoaufnahmen einiger unveröffentlichte Stücke, die für das nie realisierte Album vorgesehen und bereits 1983 in Los Angeles entstanden waren. 2013 wurde diese Veröffentlichung um weitere Werke erweitert und erschien nun unter dem Namen The Lost Masters neu.
Im Zuge der Entwicklung von Hard Times zum Internetphänomen veröffentlichte Fervor Records zusätzlich 2020 eine auf 250 Kopien limitierte Single-Version des Stückes.

## Nachwirkungen
Connole und Doiron waren bereits 1986 in ihre Heimatstadt Tempe zurückgekehrt und hatten dort die stark von der Countrymusik beeinflusste Gruppe The Strand gegründet. Doiron war zudem 1985 kurzzeitig als Leadsänger der Band Algebra Ranch des späteren Gin Blossoms-Mitbegründers Doug Hopkins engagiert worden. Inzwischen tritt er lokal mit der Band The Jennys auf. Connole dagegen war nach dem Ende von The Strand in den späten 1980er- und frühen 1990er-Jahren Mitglied zahlreicher kurzlebiger Bandprojekte im Südwesten der USA, darunter The Cryptics, The Pearl Chuckers und den Busted Hearts. 1996 fand er sich zudem noch einmal mit Brad Buxter zusammen und gründete das Projekt The Suicide Kings, dass zeitweise aus rechtlichen Gründen unter dem Alternativnamen The Revenants geführt wurde.
Keyboarder Brad Buxer blieb in Kalifornien und arbeitete in den 1980er-Jahren unter anderem mit Matthew Wilder, The Temptations, Smokey Robinson und Stevie Wonder. Bekannt wurde er insbesondere durch eine langjährige Tätigkeit als Musikdirektor für Michael Jackson. Hierdurch kam er auch in Kontakt mit SEGA, die Jackson 1993 für die Arbeit am Soundtrack von Sonic the Hedgehog 3 verpflichten wollten. Buxer stellte ein Team zusammen, das insgesamt 41 Stücke des Soundtracks komponierte. Jackson selbst soll an nur einem der Stücke maßgeblichen Anteil gehabt haben. Offiziell bewarb SEGA das Engagement des Weltstars nicht. Für die Musik des Levels Ice Cap Zone Act 1 verwendete Buxer eine kompositorisch praktisch unveränderte Version von Hard Times, das bereits Anfang der 1980er-Jahre mit den Jetzons entstanden war. Durch Verwendungen im Mashup-Internetphänomen gewannen die Jetzons in den 2010er-Jahren wieder Popularität. Zudem wurde 2017 das aus der gleichen Zeit stammende Stück When The Sun Goes Down als Teil des Soundtracks der Netflix-Serie Stranger Things verwendet.

## Diskografie
- 1982: Made in America (Pan American)
- 2008: The Complete Jetzons (Fervor)
- 2013: The Lost Masters (Fervor)